# Йерихон (ракета)
Вижте пояснителната страница за други значения на Йерихон.
Йерихон е серия от израелски бойни балистични ракети. Разработването им започва през 1963 съвместно с френската компания Дасо. Поради оскъдните данни, свързани с всички ядрени разработки на Израел много от детайлите относно ракетите са неизвестни.

## Йерихон 1
За първи път тествана през 1965 година, Йерихон 1 е била балистична ракета с малък обсег, за чието разработване „Дасо“ снабдява Израел с някои френски ракетни компоненти. Сътрудничеството обаче е прекратено през 1968 година.

## Йерихон 2
Първите данни за новата Йерихон 2 датират от към 1985. Между 1987 и 1992 са проведени десетки успешни тестове в Средиземно море. Смята се, че ракетата е сходна по ефективност с американската Пършинг. Вероятно първата степен на израелския космически носител Шавит е Йерихон 2.

## Йерихон 3
За създаването на такава ракета се разбира през 2005. Това е първата израелска МКБР. С бойна глава от 1000-1300 кг обсегът ѝ е между 6500 и 7000 км, а с бойна глава от 350 кг вероятно и над 10 000 км, което позволява на Израел да нанася ядрени удари над Европа, Африка и голяма част от Азия. Счита се, че ракетата е снабдена с ядрена бойна глава.